# Palaeochrysophanus decurtata
Palaeochrysophanus decurtata är en fjärilsart som beskrevs av Schultz 1905. Palaeochrysophanus decurtata ingår i släktet Palaeochrysophanus och familjen juvelvingar. Inga underarter finns listade i Catalogue of Life.